# Bedřich Jetelina
Bedřich Jetelina (* 11. červen 1963, Brno) je český publicista, scenárista a režisér. Od roku 2010 je členem a tajemníkem Ekumenického institutu Edmunda Schlinka na Teologické fakultě Jihočeské univerzity v Českých Budějovicích, kde také působí v rámci Střediska mediální výchovy.

## Život
Původním povoláním technik. Od mládí se zajímal o společenské a náboženské otázky, získal titul bakaláře teologie a jako duchovní Církve adventistů sedmého dne působil v Novém Jičíně a ve Vsetíně. V roce 2010 získal magisterský titul v oboru Teologie služby na Teologické fakultě Jihočeské univerzity v Českých Budějovicích, v roce 2013 obhájil doktorát v oboru Teologická antropologie a etika na téže fakultě a v roce 2014 rigorózní práci na Cyrilometodějské teologické fakultě v Olomouci.
V letech 2000–2004 pracoval jako vedoucí oddělení komunikace Česko-Slovenské unie Církve adventistů sedmého dne, mezi lety 2003–2011 byl ředitelem AWR studia, s.r.o.
Od roku 2012 pracuje jako režisér a scenárista "na volné noze". V roce 2006 začal spolupracovat s Českou televizí, od roku 2014 pak jako externí dramaturg tvůrčí produkční skupiy náboženské tvorby. Podílí se na pořadech Cesty víry, Křesťanský magazín, Folklorika a Sváteční slovo a je autorem cyklu pro mládež Za obzorem.
Byl předsedou správní rady občanského sdružení Tramvaj Načerno, které vydávalo stejnojmenný literární online magazín.

## Vydané knihy
- Adventisté sedmého dne mezi modernou a postmodernou. Praha (Česká biblická společnost pro TF JU) 2014. ISBN 978-80-87287-86-6.
- Orel na řetězu (1999)
- Klub anonymních porušovačů slibů (2005)

## Autorské televizní dokumenty
- Na počátku byla vražda - Kain a Ábel
- Nastavit druhou tvář
- K plnosti života[nedostupný zdroj]
- Zpráva o přípravě na konec světa v Česku, l.p 2012
- Sudetský paradox
- Love story ze stacionáře